# 4. huzarski polk (Avstro-Ogrska)
Za druge 4. polke glejte 4. polk.
4. huzarski polk (izvirno nemško Husaren Regiment »Artur von Connaught und Strathearn« Nr. 4; dobesedno slovensko: Huzarski polk »Artur vojvoda von Connaught und Strathearn« št. 4) je bil konjeniški polk k.u.k. Heera.

## Zgodovina
Polk je bil ustanovljen leta 1734. 

### Prva svetovna vojna
Polkovna narodnostna sestava leta 1914 je bila sledeča: 71% Madžarov in 29% drugih.
Polkovne enote so bile garnizirane v Nagyszebenju (štab in II. divizion) in v Szászebes (I. divizion).

## Poveljniki polka
- 1859: Theodor von Schloissnigg[5]
- 1865: Heinrich Ludwig Gontard[6]
- 1879: Wenzel Benesovszky[7]
- 1908: Artur Szontágh[8]
- 1914: Gotthard Janky von Bules[9]